# Alberto Antuña Leal
Alberto Antuña Leal (Murcia, España, 19 de octubre de 1991) es un entrenador de baloncesto español que actualmente es segundo entrenador del Movistar Estudiantes de Liga LEB Oro y seleccionador nacional femenino de Sudán del Sur. 

## Trayectoria

### Como jugador
Antuña con una estatura de 1,76 metros jugaba en la posición de base y comenzó a jugar al baloncesto con 12 años en Jesuitinas, desde donde pasó a la cantera del CB Murcia, club donde pasó por todos los equipos y llegó a ser convocado incluso por Manolo Hussein en un encuentro de la Liga ACB. También jugaría en el Club Basket Burgos 2002, Club Deportivo Elemental Estela de Cantabria, Autocid Burgos Leb Oro  y Baloncesto Narón, cuando sufrió una lesión de rodilla y acabó su etapa de jugador con 24 años.

### Como entrenador
Alberto es Graduado en Relaciones Laborales y Ciencias de la Actividad Física y el Deporte, con 24 años comenzó su carrera como entrenador ayudante en España en Primera división femenina al CREF Hola de Madrid, actuando en 4 partidos como entrenador jefe y más tarde, se marchó a la India para trabajar en un programa de tecnificación de 2 meses con jugadores en formación. 
En la temporada 2017-18, firma como entrenador ayudante en el Club Baloncesto Lucentum Alicante de LEB Plata. En la temporada siguiente, con la llegada de Pedro Rivero como primer entrenador, lograrían el ascenso a LEB Oro y la Copa LEB Plata, batiendo récords de victorias en LEB Plata.
Antuña continuaría las siguientes dos temporadas como entrenador asistente en el conjunto alicantino en LEB Oro
En verano de 2021, se convertiría en entrenador ayudante  de la Selección de baloncesto de Montenegro participando en el Eurobasket Women en Valencia, España. 
El 28 de julio de 2021, firma como entrenador ayudante del Palencia Baloncesto de la LEB Oro, acompañando a Pedro Rivero.
En noviembre de 2022, volvería a trabajar con la Selección femenina de baloncesto de Montenegro, debutando como seleccionador nacional frente a la selección de Rusia. 
En la temporada 2022-23, firma como entrenador ayudante en el Dresden Titans de la ProA, la segunda división alemana. En enero de 2023,  sustituye temporalmente a Fabian Strauss, que sería baja por enfermedad y cogería las riendas del primer equipo.
El 16 de enero de 2023, firma como seleccionador nacional femenino de la Selección de baloncesto de Uganda.Clasifica al combinado africano para el Afrobasket Women tras 8 años sin participar en la competición. 
El 1 de agosto de 2023, firma como segundo entrenador del Movistar Estudiantes de Liga LEB Oro.
El 9 de noviembre de 2023, firma como seleccionador nacional femenino de la Selección de baloncesto de Senegal.
El 18 de junio de 2024, es presentado como entrenador en jefe del equipo Panteras de Aguascalientes de la Liga Nacional de Baloncesto Profesional Femenil de México.
El 18 de diciembre de 2024, firma como seleccionador nacional femenino de la Selección de baloncesto de Sudán del Sur.

## Clubs
- 2017-2021: Club Baloncesto Lucentum Alicante (Asistente) (LEB Plata/(LEB Oro))
- 2021-2023: Selección de baloncesto femenino de Montenegro
- 2021-2022: Palencia Baloncesto (Asistente) (LEB Oro)
- 2022-2023: Dresden Titans (Asistente) (ProA)
- 2023-2024: Seleccionador Nacional femenino de Uganda
- 2023-actualidad: Movistar Estudiantes (Asistente) Liga LEB Oro
- 2023-2024: Seleccionador Nacional femenino de Senegal.
- 2024: Panteras de Aguascalientes (Entrenador) LNBP Femenil
- 2024-actualidad: Seleccionador Nacional femenino de Sudan del Sur.